# Rössjön, Västerbotten
Rössjön är en sjö i Vindelns kommun i Västerbotten och ingår i Umeälvens huvudavrinningsområde. Sjön har en area på 3,11 kvadratkilometer och ligger 210 meter över havet. Sjön avvattnas av vattendraget Pyttbäcken (Galtsjöbäcken).

## Delavrinningsområde
Rössjön ingår i det delavrinningsområde (714194-166644) som SMHI kallar för Utloppet av Rössjön. Medelhöjden är 256 meter över havet och ytan är 25,55 kvadratkilometer. Det finns inga avrinningsområden uppströms utan avrinningsområdet är högsta punkten. Pyttbäcken (Galtsjöbäcken) som avvattnar avrinningsområdet har biflödesordning 3, vilket innebär att vattnet flödar genom totalt 3 vattendrag innan det når havet efter 131 kilometer. Avrinningsområdet består mestadels av skog (69 procent). Avrinningsområdet har 3,78 kvadratkilometer vattenytor vilket ger det en sjöprocent på 14,8 procent.